# Saison 2023-2024 du Thunder d'Oklahoma City
La saison 2023-2024 du Thunder d'Oklahoma City est la 58e saison de la franchise en National Basketball Association (NBA) et la 16e saison dans la ville d'Oklahoma City.
Le 31 mars, le Thunder se qualifie pour les playoffs.
Le 14 avril, ils sont assurés de terminer premier de la Division Nord-Ouest.
Le 18 mai, ils sont éliminés par les Mavericks de Dallas en demi-finale de conférence des playoffs (2-4) après avoir battu les Pelicans de La Nouvelle-Orléans au premier tour (4-0).

## Draft
| Tour | Choix | Joueur           | Poste | Nationalité | Provenance               |
| ---- | ----- | ---------------- | ----- | ----------- | ------------------------ |
| 1    | 12    | Dereck Lively II | C     | États-Unis  | Blue Devils de Duke      |
| 2    | 37    | Hunter Tyson     | SF    | États-Unis  | Tigers de Clemson        |
| 2    | 50    | Keyontae Johnson | SF    | États-Unis  | Wildcats de Kansas State |

## Matchs

### Summer League
| Summer League Total: 4-4 |

| Match | Date match | Équipe       | Score    | Meilleur marqueur   | Meilleur rebondeur   | Meilleur passeur         | Lieux Spectateurs  | Série |
| ----- | ---------- | ------------ | -------- | ------------------- | -------------------- | ------------------------ | ------------------ | ----- |
| 1     | 3 juillet  | Utah         | V 95-85  | Jalen Williams (21) | Jaylin Williams (13) | Dieng, Jay. Williams (3) | Delta Center 9 338 | 1 - 0 |
| 2     | 5 juillet  | Memphis      | D 86-94  | Tre Mann (28)       | Chet Holmgren (11)   | Jared Butler (6)         | Delta Center 0     | 1 - 1 |
| 3     | 6 juillet  | Philadelphie | V 100-91 | Tre Mann (23)       | Ousmane Dieng (10)   | Butler, Mann (5)         | Delta Center 0     | 2 - 1 |

| Match | Date match | Équipe      | Score    | Meilleur marqueur         | Meilleur rebondeur         | Meilleur passeur     | Lieux Spectateurs      | Série |
| ----- | ---------- | ----------- | -------- | ------------------------- | -------------------------- | -------------------- | ---------------------- | ----- |
| 1     | 8 juillet  | Dallas      | V 91-80  | Cason Wallace (20)        | Chet Holmgren (10)         | Butler, Mann (5)     | Thomas & Mack Center 0 | 1 - 0 |
| 2     | 11 juillet | Houston     | D 92-105 | Johnson, KJ Williams (19) | KJ Williams (13)           | Hunter Maldonado (5) | Thomas & Mack Center 0 | 1 - 1 |
| 3     | 12 juillet | Indiana     | V 98-87  | Chet Holmgren (25)        | Holmgren, Dieng (9)        | Jared Butler (7)     | Cox Pavilion 0         | 2 - 1 |
| 4     | 14 juillet | Washington  | D 89-105 | Jared Butler (22)         | Maldonado, KJ Williams (7) | Ousmane Dieng (5)    | Cox Pavilion 0         | 2 - 2 |
| 5     | 16 juillet | San Antonio | D 94-98  | Jared Butler (31)         | Justice Sueing (6)         | Ousmane Dieng (6)    | Cox Pavilion 0         | 2 - 3 |

### Pré-saison
| Pré-saison Total: 2-3 (Domicile : 2-2; Extérieur : 0-1) |

| Match | Date match | Équipe      | Score     | Meilleur marqueur   | Meilleur rebondeur  | Meilleur passeur     | Lieux Spectateurs      | Série |
| ----- | ---------- | ----------- | --------- | ------------------- | ------------------- | -------------------- | ---------------------- | ----- |
| 1     | 9 octobre  | San Antonio | V 122-121 | Chet Holmgren (21)  | Dieng, Holmgren (9) | Josh Giddey (5)      | Paycom Center 0        | 1 - 0 |
| 2     | 12 octobre | @ Détroit   | D 125-128 | Luguentz Dort (24)  | Josh Giddey (7)     | Kenrich Williams (5) | Centre Bell 21 055     | 1 - 1 |
| 3     | 15 octobre | @ Charlotte | D 115-117 | Tre Mann (18)       | Jaylin Williams (9) | Vasilije Micić (8)   | Spectrum Center 10 553 | 1 - 2 |
| 4     | 17 octobre | Milwaukee   | V 124-101 | Josh Giddey (19)    | Giddey, Sarr (7)    | Vasilije Micić (7)   | Paycom Center 0        | 2 - 2 |
| 5     | 19 octobre | Détroit     | D 116-118 | Jalen Williams (20) | Josh Giddey (7)     | Josh Giddey (7)      | BOK Center 12 275      | 2 - 3 |

### Saison régulière
| Saison régulière Total: 57-25 (Domicile : 34-8; Extérieur : 23-17) |

| Match | Date       | Équipe      | Score     | Meilleur marqueur            | Meilleur rebondeur           | Meilleur passeur             | Lieux Spectateurs                 | Série |
| ----- | ---------- | ----------- | --------- | ---------------------------- | ---------------------------- | ---------------------------- | --------------------------------- | ----- |
| 1     | 25 octobre | @ Chicago   | V 124-104 | Shai Gilgeous-Alexander (31) | Luguentz Dort (7)            | Shai Gilgeous-Alexander (10) | United Center 21 369              | 1 - 0 |
| 2     | 27 octobre | @ Cleveland | V 108-105 | Shai Gilgeous-Alexander (34) | Chet Holmgren (13)           | Josh Giddey (6)              | Rocket Mortgage FieldHouse 19 432 | 2 - 0 |
| 3     | 29 octobre | Denver      | D 95-128  | Chet Holmgren (19)           | Ousmane Dieng (5)            | Shai Gilgeous-Alexander (7)  | Paycom Center 18 203              | 2 - 1 |
| 4     | 30 octobre | Détroit     | V 124-112 | Shai Gilgeous-Alexander (32) | Gilgeous-Alexander, Sarr (9) | Jalen Williams (6)           | Paycom Center 16 127              | 3 - 1 |

| Match                                                                      | Date match   | Équipe              | Score          | Meilleur marqueur            | Meilleur rebondeur               | Meilleur passeur                     | Lieux Spectateurs       | Série  |
| -------------------------------------------------------------------------- | ------------ | ------------------- | -------------- | ---------------------------- | -------------------------------- | ------------------------------------ | ----------------------- | ------ |
| 5                                                                          | 1er novembre | La Nouvelle-Orléans | D 106-110      | Shai Gilgeous-Alexander (20) | Chet Holmgren (11)               | Shai Gilgeous-Alexander (8)          | Paycom Center 15 764    | 3 - 2  |
| 6                                                                          | 3 novembre   | Golden State*       | D 139-141      | Luguentz Dort (29)           | Chet Holmgren (8)                | Jalen Williams (8)                   | Paycom Center 16 827    | 3 - 3  |
| 7                                                                          | 6 novembre   | Atlanta             | V 126-117      | Shai Gilgeous-Alexander (30) | Chet Holmgren (12)               | Shai Gilgeous-Alexander (6)          | Paycom Center 16 486    | 4 - 3  |
| 8                                                                          | 8 novembre   | Cleveland           | V 128-120      | Shai Gilgeous-Alexander (43) | Gilgeous-Alexander, Holmgren (7) | Giddey, Gilgeous-Alexander (6)       | Paycom Center 16 314    | 5 - 3  |
| 9                                                                          | 10 novembre  | @ Sacramento*       | D 98-105       | Shai Gilgeous-Alexander (33) | Gilgeous-Alexander, Holmgren (7) | Shai Gilgeous-Alexander (6)          | Golden 1 Center 18 097  | 5 - 4  |
| 10                                                                         | 12 novembre  | @ Phoenix           | V 111-99       | Shai Gilgeous-Alexander (35) | Shai Gilgeous-Alexander (7)      | Josh Giddey (10)                     | Footprint Center 17 071 | 6 - 4  |
| 11                                                                         | 14 novembre  | San Antonio*        | V 123-87       | Shai Gilgeous-Alexander (28) | Giddey, Holmgren (7)             | Josh Giddey (7)                      | Paycom Center 18 203    | 7 - 4  |
| 12                                                                         | 16 novembre  | @ Golden State      | V 128-109      | Shai Gilgeous-Alexander (24) | Chet Holmgren (10)               | Gilgeous-Alexander, Micić (7)        | Chase Center 18 064     | 8 - 4  |
| 13                                                                         | 18 novembre  | @ Golden State      | V 130-123 (OT) | Shai Gilgeous-Alexander (40) | Chet Holmgren (10)               | Shai Gilgeous-Alexander (6)          | Chase Center 18 064     | 9 - 4  |
| 14                                                                         | 19 novembre  | @ Portland          | V 134-91       | Shai Gilgeous-Alexander (28) | Jaylin Williams (7)              | Josh Giddey (5)                      | Moda Center 18 235      | 10 - 4 |
| 15                                                                         | 22 novembre  | Chicago             | V 116-102      | Shai Gilgeous-Alexander (40) | Chet Holmgren (13)               | Shai Gilgeous-Alexander (12)         | Paycom Center 18 203    | 11 - 4 |
| 16                                                                         | 25 novembre  | Philadelphie        | D 123-127      | Chet Holmgren (33)           | Josh Giddey (7)                  | Josh Giddey (8)                      | Paycom Center 17 125    | 11 - 5 |
| 17                                                                         | 28 novembre  | @ Minnesota*        | D 103-106      | Shai Gilgeous-Alexander (32) | Chet Holmgren (8)                | Chet Holmgren (6)                    | Target Center 18 024    | 11 - 6 |
| 18                                                                         | 30 novembre  | L.A. Lakers         | V 133-110      | Shai Gilgeous-Alexander (33) | Josh Giddey (8)                  | Gilgeous-Alexander, Ja. Williams (7) | Paycom Center 17 401    | 12 - 6 |
| *Matchs comptant pour la phase de groupe du NBA In-Season Tournament 2023. |              |                     |                |                              |                                  |                                      |                         |        |

| Match | Date match  | Équipe        | Score          | Meilleur marqueur                     | Meilleur rebondeur          | Meilleur passeur                     | Lieux Spectateurs               | Série  |
| ----- | ----------- | ------------- | -------------- | ------------------------------------- | --------------------------- | ------------------------------------ | ------------------------------- | ------ |
| 19    | 2 décembre  | @ Dallas      | V 126-120      | Jalen Williams (23)                   | Chet Holmgren (11)          | Shai Gilgeous-Alexander (9)          | American Airlines Center 20 277 | 13 - 6 |
| 20    | 6 décembre  | @ Houston     | D 101-110      | Shai Gilgeous-Alexander (33)          | Holmgren, Ja. Williams (5)  | Giddey, Gilgeous-Alexander (6)       | Toyota Center 16 291            | 13 - 7 |
| 21    | 8 décembre  | Golden State  | V 138-136 (OT) | Shai Gilgeous-Alexander (38)          | Josh Giddey (9)             | Shai Gilgeous-Alexander (5)          | Paycom Center 17 112            | 14 - 7 |
| 22    | 11 décembre | Utah          | V 134-120      | Shai Gilgeous-Alexander (30)          | Josh Giddey (10)            | Josh Giddey (8)                      | Paycom Center 16 631            | 15 - 7 |
| 23    | 14 décembre | @ Sacramento  | D 123-128      | Shai Gilgeous-Alexander (43)          | Chet Holmgren (11)          | Shai Gilgeous-Alexander (9)          | Golden 1 Center 17 794          | 15 - 8 |
| 24    | 16 décembre | @ Denver      | V 118-117      | Shai Gilgeous-Alexander (25)          | Chet Holmgren (11)          | Shai Gilgeous-Alexander (8)          | Ball Arena 19 611               | 16 - 8 |
| 25    | 18 décembre | Memphis       | V 116-97       | Shai Gilgeous-Alexander (30)          | Josh Giddey (12)            | Gilgeous-Alexander, Ja. Williams (5) | Paycom Center 16 409            | 17 - 8 |
| 26    | 21 décembre | L.A. Clippers | V 134-115      | Shai Gilgeous-Alexander (31)          | Shai Gilgeous-Alexander (8) | Holmgren, Ja. Williams (7)           | Paycom Center 18 203            | 18 - 8 |
| 27    | 23 décembre | L.A. Lakers   | D 120-129      | Shai Gilgeous-Alexander (34)          | Chet Holmgren (10)          | Shai Gilgeous-Alexander (7)          | Paycom Center 18 203            | 18 - 9 |
| 28    | 26 décembre | Minnesota     | V 129-106      | Shai Gilgeous-Alexander (34)          | Shai Gilgeous-Alexander (6) | Shai Gilgeous-Alexander (9)          | Paycom Center 18 203            | 19 - 9 |
| 29    | 27 décembre | New York      | V 129-120      | Gilgeous-Alexander, Ja. Williams (36) | Shai Gilgeous-Alexander (7) | Shai Gilgeous-Alexander (8)          | Paycom Center 18 203            | 20 - 9 |
| 30    | 29 décembre | @ Denver      | V 119-93       | Shai Gilgeous-Alexander (40)          | Giddey, Jay. Williams (8)   | Jalen Williams (9)                   | Ball Arena 19 808               | 21 - 9 |
| 31    | 31 décembre | Brooklyn      | V 124-108      | Shai Gilgeous-Alexander (24)          | Chet Holmgren (10)          | Shai Gilgeous-Alexander (6)          | Paycom Center 18 203            | 22 - 9 |

| Match | Date match | Équipe                | Score     | Meilleur marqueur            | Meilleur rebondeur               | Meilleur passeur                      | Lieux Spectateurs           | Série   |
| ----- | ---------- | --------------------- | --------- | ---------------------------- | -------------------------------- | ------------------------------------- | --------------------------- | ------- |
| 32    | 2 janvier  | Boston                | V 127-123 | Shai Gilgeous-Alexander (36) | Dort, Giddey (8)                 | Gilgeous-Alexander, Holmgren (7)      | Paycom Center 18 203        | 23 - 9  |
| 33    | 3 janvier  | @ Atlanta             | D 138-141 | Shai Gilgeous-Alexander (33) | Shai Gilgeous-Alexander (13)     | Shai Gilgeous-Alexander (8)           | State Farm Arena 17 770     | 23 - 10 |
| 34    | 5 janvier  | @ Brooklyn            | D 115-124 | Shai Gilgeous-Alexander (34) | Shai Gilgeous-Alexander (9)      | Shai Gilgeous-Alexander (6)           | Barclays Center 18 147      | 23 - 11 |
| 35    | 8 janvier  | @ Washington          | V 136-128 | Shai Gilgeous-Alexander (32) | Jalen Williams (7)               | Jalen Williams (10)                   | Capital One Arena 15 297    | 24 - 11 |
| 36    | 10 janvier | @ Miami               | V 128-120 | Shai Gilgeous-Alexander (28) | Holmgren, Jal. Williams (9)      | Jalen Williams (12)                   | Kaseya Center 19 636        | 25 - 11 |
| 37    | 11 janvier | Portland              | V 139-77  | Shai Gilgeous-Alexander (31) | Josh Giddey (10)                 | Josh Giddey (12)                      | Paycom Center 15 828        | 26 - 11 |
| 38    | 13 janvier | Orlando               | V 112-100 | Shai Gilgeous-Alexander (37) | Giddey, Holmgren (8)             | Shai Gilgeous-Alexander (7)           | Paycom Center 18 203        | 27 - 11 |
| 39    | 15 janvier | @ L.A. Lakers         | D 105-112 | Jalen Williams (25)          | Chet Holmgren (8)                | Gilgeous-Alexander, Jal. Williams (6) | Crypto.com Arena 18 997     | 27 - 12 |
| 40    | 16 janvier | @ L.A. Clippers       | D 117-128 | Jalen Williams (25)          | Joe, K. Williams (6)             | Jalen Williams (7)                    | Crypto.com Arena 19 370     | 27 - 13 |
| 41    | 18 janvier | @ Utah                | V 134-129 | Shai Gilgeous-Alexander (31) | Josh Giddey (10)                 | Jalen Williams (8)                    | Delta Center 18 206         | 28 - 13 |
| 42    | 20 janvier | @ Minnesota           | V 102-97  | Shai Gilgeous-Alexander (33) | Josh Giddey (8)                  | Shai Gilgeous-Alexander (6)           | Target Center 18 024        | 29 - 13 |
| 43    | 23 janvier | Portland              | V 111-109 | Shai Gilgeous-Alexander (33) | Chet Holmgren (10)               | Shai Gilgeous-Alexander (10)          | Paycom Center 15 874        | 30 - 13 |
| 44    | 24 janvier | @ San Antonio         | V 140-114 | Shai Gilgeous-Alexander (32) | Chet Holmgren (9)                | Shai Gilgeous-Alexander (10)          | Frost Bank Center 18 130    | 31 - 13 |
| 45    | 26 janvier | @ La Nouvelle-Orléans | V 107-83  | Shai Gilgeous-Alexander (31) | Chet Holmgren (13)               | Jalen Williams (7)                    | Smoothie King Center 18 624 | 32 - 13 |
| 46    | 28 janvier | @ Détroit             | D 104-120 | Shai Gilgeous-Alexander (31) | Chet Holmgren (12)               | Josh Giddey (5)                       | Little Caesars Arena 16 861 | 32 - 14 |
| 47    | 29 janvier | Minnesota             | D 101-107 | Shai Gilgeous-Alexander (37) | Gilgeous-Alexander, Holmgren (7) | Shai Gilgeous-Alexander (8)           | Paycom Center 16 870        | 32 - 15 |
| 48    | 31 janvier | Denver                | V 105-100 | Shai Gilgeous-Alexander (34) | Chet Holmgren (13)               | Trois joueurs (5)                     | Paycom Center 16 723        | 33 - 15 |

| Match                  | Date match | Équipe        | Score           | Meilleur marqueur            | Meilleur rebondeur          | Meilleur passeur                 | Lieux Spectateurs          | Série   |
| ---------------------- | ---------- | ------------- | --------------- | ---------------------------- | --------------------------- | -------------------------------- | -------------------------- | ------- |
| 49                     | 2 février  | Charlotte     | V 126-106       | Shai Gilgeous-Alexander (31) | Jaylin Williams (8)         | Shai Gilgeous-Alexander (9)      | Paycom Center 17 552       | 34 - 15 |
| 50                     | 4 février  | Toronto       | V 135-127 (2OT) | Josh Giddey (24)             | Shai Gilgeous-Alexander (9) | Shai Gilgeous-Alexander (14)     | Paycom Center 17 059       | 35 - 15 |
| 51                     | 6 février  | @ Utah        | D 117-124       | Shai Gilgeous-Alexander (28) | Chet Holmgren (8)           | Shai Gilgeous-Alexander (7)      | Delta Center 18 206        | 35 - 16 |
| 52                     | 10 février | @ Dallas      | D 111-146       | Shai Gilgeous-Alexander (25) | Chet Holmgren (12)          | Jalen Williams (7)               | American Airlines Center 0 | 35 - 17 |
| 53                     | 11 février | Sacramento    | V 127-113       | Shai Gilgeous-Alexander (38) | Luguentz Dort (9)           | Jalen Williams (9)               | Paycom Center 17 092       | 36 - 17 |
| 54                     | 13 février | @ Orlando     | V 127-113       | Jalen Williams (33)          | Chet Holmgren (9)           | Giddey, Gilgeous-Alexander (5)   | Kia Center 19 301          | 37 - 17 |
| NBA All-Star Game 2024 |            |               |                 |                              |                             |                                  |                            |         |
| 55                     | 22 février | L.A. Clippers | V 129-107       | Shai Gilgeous-Alexander (31) | Chet Holmgren (10)          | Shai Gilgeous-Alexander (8)      | Paycom Center 18 203       | 38 - 17 |
| 56                     | 23 février | Washington    | V 147-106       | Shai Gilgeous-Alexander (30) | Chet Holmgren (10)          | Shai Gilgeous-Alexander (9)      | Paycom Center 18 203       | 39 - 17 |
| 57                     | 25 février | @ Houston     | V 123-110       | Shai Gilgeous-Alexander (36) | Josh Giddey (9)             | Gilgeous-Alexander, Holmgren (7) | Toyota Center 18 055       | 40 - 17 |
| 58                     | 27 février | Houston       | V 112-95        | Shai Gilgeous-Alexander (31) | Chet Holmgren (13)          | Jalen Williams (5)               | Paycom Center 17 164       | 41 - 17 |
| 59                     | 29 février | @ San Antonio | D 118-132       | Shai Gilgeous-Alexander (31) | Chet Holmgren (7)           | Chet Holmgren (5)                | Frost Bank Center 18 392   | 41 - 18 |

| Match | Date match | Équipe                | Score          | Meilleur marqueur            | Meilleur rebondeur               | Meilleur passeur                | Lieux Spectateurs            | Série   |
| ----- | ---------- | --------------------- | -------------- | ---------------------------- | -------------------------------- | ------------------------------- | ---------------------------- | ------- |
| 60    | 3 mars     | @ Phoenix             | V 118-110      | Shai Gilgeous-Alexander (35) | Chet Holmgren (9)                | Shai Gilgeous-Alexander (9)     | Footprint Center 17 071      | 42 - 18 |
| 61    | 4 mars     | @ L.A. Lakers         | D 104-116      | Shai Gilgeous-Alexander (20) | Gilgeous-Alexander, Holmgren (7) | Giddey, Gilgeous-Alexander (4)  | Crypto.com Arena 18 997      | 42 - 19 |
| 62    | 6 mars     | @ Portland            | V 128-120      | Shai Gilgeous-Alexander (37) | Chet Holmgren (14)               | Josh Giddey (7)                 | Moda Center 17 589           | 43 - 19 |
| 63    | 8 mars     | Miami                 | V 107-100      | Shai Gilgeous-Alexander (37) | Josh Giddey (9)                  | Giddey, Gilgeous-Alexander (6)  | Paycom Center 18 203         | 44 - 19 |
| 64    | 10 mars    | Memphis               | V 124-93       | Shai Gilgeous-Alexander (23) | Josh Giddey (10)                 | Gilgeous-Alexander, Hayward (6) | Paycom Center 18 203         | 45 - 19 |
| 65    | 12 mars    | Indiana               | D 111-121      | Shai Gilgeous-Alexander (30) | Chet Holmgren (13)               | Gilgeous-Alexander, Hayward (5) | Paycom Center 17 118         | 45 - 20 |
| 66    | 14 mars    | Dallas                | V 126-119      | Shai Gilgeous-Alexander (31) | Shai Gilgeous-Alexander (9)      | Trois joueurs (5)               | Paycom Center 18 203         | 46 - 20 |
| 67    | 16 mars    | @ Memphis             | V 118-112      | Jalen Williams (23)          | Chet Holmgren (11)               | Jalen Williams (6)              | FedExForum 17 012            | 47 - 20 |
| 68    | 20 mars    | Utah                  | V 119-107      | Chet Holmgren (35)           | Chet Holmgren (14)               | Shai Gilgeous-Alexander (7)     | Paycom Center 18 203         | 48 - 20 |
| 69    | 22 mars    | @ Toronto             | V 123-103      | Shai Gilgeous-Alexander (23) | Chet Holmgren (10)               | Shai Gilgeous-Alexander (8)     | Scotiabank Arena 19 601      | 49 - 20 |
| 70    | 24 mars    | @ Milwaukee           | D 93-118       | Josh Giddey (19)             | Josh Giddey (9)                  | Josh Giddey (8)                 | Fiserv Forum 17 877          | 49 - 21 |
| 71    | 26 mars    | @ La Nouvelle-Orléans | V 119-112      | Jalen Williams (26)          | Giddey, Holmgren (9)             | Shai Gilgeous-Alexander (8)     | Smoothie King Center 17 436  | 50 - 21 |
| 72    | 27 mars    | Houston               | D 126-132 (OT) | Josh Giddey (31)             | Kenrich Williams (9)             | Jalen Williams (10)             | Paycom Center 17 438         | 50 - 22 |
| 73    | 29 mars    | Phoenix               | V 128-103      | Josh Giddey (23)             | Josh Giddey (7)                  | Josh Giddey (9)                 | Paycom Center 18 203         | 51 - 22 |
| 74    | 31 mars    | @ New York            | V 113-112      | Jalen Williams (33)          | Josh Giddey (13)                 | Josh Giddey (12)                | Madison Square Garden 19 812 | 52 - 22 |

| Match | Date match | Équipe         | Score     | Meilleur marqueur            | Meilleur rebondeur | Meilleur passeur                      | Lieux Spectateurs            | Série   |
| ----- | ---------- | -------------- | --------- | ---------------------------- | ------------------ | ------------------------------------- | ---------------------------- | ------- |
| 75    | 2 avril    | @ Philadelphie | D 105-109 | Chet Holmgren (22)           | Luguentz Dort (8)  | Jaylin Williams (12)                  | Wells Fargo Center 20 733    | 52 - 23 |
| 76    | 3 avril    | @ Boston       | D 100-135 | Josh Giddey (17)             | Chet Holmgren (7)  | Wallace, Wiggins (5)                  | TD Garden 19 156             | 52 - 24 |
| 77    | 5 avril    | @ Indiana      | D 112-126 | Luguentz Dort (22)           | Josh Giddey (9)    | Josh Giddey (12)                      | Gainbridge Fieldhouse 17 274 | 52 - 25 |
| 78    | 7 avril    | @ Charlotte    | V 121-118 | Aaron Wiggins (26)           | Josh Giddey (13)   | Josh Giddey (13)                      | Spectrum Center 16 556       | 53 - 25 |
| 79    | 9 avril    | Sacramento     | V 112-105 | Shai Gilgeous-Alexander (40) | Chet Holmgren (9)  | Gilgeous-Alexander, Jal. Williams (4) | Paycom Center 17 509         | 54 - 25 |
| 80    | 10 avril   | San Antonio    | V 127-89  | Shai Gilgeous-Alexander (26) | Josh Giddey (12)   | Josh Giddey (7)                       | Paycom Center 17 229         | 55 - 25 |
| 81    | 12 avril   | Milwaukee      | V 125-107 | Shai Gilgeous-Alexander (23) | Chet Holmgren (9)  | Jalen Williams (5)                    | Paycom Center 18 203         | 56 - 25 |
| 82    | 14 avril   | Dallas         | V 135-86  | Shai Gilgeous-Alexander (15) | Chet Holmgren (9)  | Josh Giddey (8)                       | Paycom Center 18 203         | 57 - 25 |

### Playoffs
| Playoffs Total: 6-4 (Domicile : 3-2; Extérieur : 3-2) |

| Match | Date match | Équipe                | Score    | Meilleur marqueur                      | Meilleur rebondeur           | Meilleur passeur                      | Lieux Spectateurs           | Série |
| ----- | ---------- | --------------------- | -------- | -------------------------------------- | ---------------------------- | ------------------------------------- | --------------------------- | ----- |
| 1     | 21 avril   | La Nouvelle-Orléans   | V 94-92  | Shai Gilgeous-Alexander (28)           | Chet Holmgren (11)           | Gilgeous-Alexander, Jal. Williams (4) | Paycom Center 18 203        | 1 - 0 |
| 2     | 24 avril   | La Nouvelle-Orléans   | V 124-92 | Shai Gilgeous-Alexander (33)           | Chet Holmgren (7)            | Jalen Williams (7)                    | Paycom Center 18 203        | 2 - 0 |
| 3     | 27 avril   | @ La Nouvelle-Orléans | V 106-85 | Shai Gilgeous-Alexander (24)           | Jalen Williams (9)           | Shai Gilgeous-Alexander (8)           | Smoothie King Center 18 659 | 3 - 0 |
| 4     | 29 avril   | @ La Nouvelle-Orléans | V 97-89  | Gilgeous-Alexander, Jal. Williams (24) | Shai Gilgeous-Alexander (10) | Chet Holmgren (5)                     | Smoothie King Center 18 487 | 4 - 0 |

| Match | Date match | Équipe   | Score     | Meilleur marqueur            | Meilleur rebondeur                    | Meilleur passeur                      | Lieux Spectateurs               | Série |
| ----- | ---------- | -------- | --------- | ---------------------------- | ------------------------------------- | ------------------------------------- | ------------------------------- | ----- |
| 1     | 7 mai      | Dallas   | V 117-95  | Shai Gilgeous-Alexander (29) | Gilgeous-Alexander, Jay. Williams (9) | Shai Gilgeous-Alexander (9)           | Paycom Center 18 203            | 1 - 0 |
| 2     | 9 mai      | Dallas   | D 110-119 | Shai Gilgeous-Alexander (33) | Shai Gilgeous-Alexander (12)          | Shai Gilgeous-Alexander (8)           | Paycom Center 18 203            | 1 - 1 |
| 3     | 11 mai     | @ Dallas | D 101-105 | Shai Gilgeous-Alexander (31) | Shai Gilgeous-Alexander (10)          | Jalen Williams (8)                    | American Airlines Center 20 325 | 1 - 2 |
| 4     | 13 mai     | @ Dallas | V 100-96  | Shai Gilgeous-Alexander (34) | Holmgren, Jal. Williams (9)           | Jalen Williams (6)                    | American Airlines Center 20 607 | 2 - 2 |
| 5     | 15 mai     | Dallas   | D 92-104  | Shai Gilgeous-Alexander (30) | Trois joueurs (6)                     | Shai Gilgeous-Alexander (8)           | Paycom Center 18 203            | 2 - 3 |
| 6     | 18 mai     | @ Dallas | D 116-117 | Shai Gilgeous-Alexander (36) | Jalen Williams (9)                    | Gilgeous-Alexander, Jal. Williams (8) | American Airlines Center 20 555 | 2 - 4 |

### Confrontations en saison régulière
| Conférence Est      | Conférence Est                             | Conférence Est                             | Conférence Ouest                           | Conférence Ouest                           | Conférence Ouest                           | Conférence Ouest                           | Conférence Ouest                           |
| Division Atlantique | Division Atlantique                        | Division Atlantique                        | Division Nord-Ouest                        | Division Nord-Ouest                        | Division Nord-Ouest                        | Division Nord-Ouest                        | Division Nord-Ouest                        |
| Équipe              | Domicile                                   | Extérieur                                  | Équipe                                     | Domicile                                   | Domicile                                   | Extérieur                                  | Extérieur                                  |
| ------------------- | ------------------------------------------ | ------------------------------------------ | ------------------------------------------ | ------------------------------------------ | ------------------------------------------ | ------------------------------------------ | ------------------------------------------ |
| Boston              | 127-123                                    | 100-135                                    | Denver                                     | 95-128                                     | 105-100                                    | 118-117                                    | 119-93                                     |
| Brooklyn            | 124-108                                    | 115-124                                    | Minnesota                                  | 129-106                                    | 101-107                                    | 103-106                                    | 102-97                                     |
| New York            | 129-120                                    | 113-112                                    |                                            |                                            |                                            |                                            |                                            |
| Philadelphie        | 123-127                                    | 105-109                                    | Portland                                   | 139-77                                     | 111-109                                    | 134-91                                     | 128-120                                    |
| Toronto             | 135-127 (2OT)                              | 123-103                                    | Utah                                       | 134-120                                    | 119-107                                    | 134-129                                    | 117-124                                    |
| Division            | 6-4 (Domicile : 4-1; Extérieur : 2-3)      | 6-4 (Domicile : 4-1; Extérieur : 2-3)      | Division                                   | 12-4 (Domicile : 6-2; Extérieur : 6-2)     | 12-4 (Domicile : 6-2; Extérieur : 6-2)     | 12-4 (Domicile : 6-2; Extérieur : 6-2)     | 12-4 (Domicile : 6-2; Extérieur : 6-2)     |
| Division Centrale   | Division Centrale                          | Division Centrale                          | Division Pacifique                         | Division Pacifique                         | Division Pacifique                         | Division Pacifique                         | Division Pacifique                         |
| Équipe              | Domicile                                   | Extérieur                                  | Équipe                                     | Domicile                                   | Domicile                                   | Extérieur                                  | Extérieur                                  |
| Chicago             | 116-102                                    | 124-104                                    | Golden State                               | 139-141                                    | 138-136 (OT)                               | 128-109                                    | 130-123 (OT)                               |
| Cleveland           | 128-120                                    | 108-105                                    | L.A. Clippers                              | 134-115                                    | 129-107                                    | 117-128                                    |                                            |
| Detroit             | 124-112                                    | 104-120                                    | L.A. Lakers                                | 133-110                                    | 120-129                                    | 105-112                                    | 104-116                                    |
| Indiana             | 111-121                                    | 112-126                                    | Phoenix                                    | 128-103                                    |                                            | 111-99                                     | 118-110                                    |
| Milwaukee           | 125-107                                    | 93-118                                     | Sacramento                                 | 127-113                                    | 112-105                                    | 98-105                                     | 123-128                                    |
| Division            | 6-4 (Domicile : 4-1; Extérieur : 2-3)      | 6-4 (Domicile : 4-1; Extérieur : 2-3)      | Division                                   | 11-7 (Domicile : 7-2; Extérieur : 4-5)     | 11-7 (Domicile : 7-2; Extérieur : 4-5)     | 11-7 (Domicile : 7-2; Extérieur : 4-5)     | 11-7 (Domicile : 7-2; Extérieur : 4-5)     |
| Division Sud-Est    | Division Sud-Est                           | Division Sud-Est                           | Division Sud-Ouest                         | Division Sud-Ouest                         | Division Sud-Ouest                         | Division Sud-Ouest                         | Division Sud-Ouest                         |
| Équipe              | Domicile                                   | Extérieur                                  | Équipe                                     | Domicile                                   | Domicile                                   | Extérieur                                  | Extérieur                                  |
| Atlanta             | 126-117                                    | 138-141                                    | Dallas                                     | 126-119                                    | 135-86                                     | 126-120                                    | 111-146                                    |
| Charlotte           | 126-106                                    | 121-118                                    | Houston                                    | 112-95                                     | 126-132 (OT)                               | 101-110                                    | 123-110                                    |
| Miami               | 107-100                                    | 128-120                                    | Memphis                                    | 116-97                                     | 124-93                                     | 118-112                                    |                                            |
| Orlando             | 112-100                                    | 127-113                                    | New Orleans                                | 106-110                                    |                                            | 107-83                                     | 119-112                                    |
| Washington          | 147-106                                    | 136-128                                    | San Antonio                                | 123-87                                     | 127-89                                     | 140-114                                    | 118-132                                    |
| Division            | 9-1 (Domicile : 5-0; Extérieur : 4-1)      | 9-1 (Domicile : 5-0; Extérieur : 4-1)      | Division                                   | 13-5 (Domicile : 7-2; Extérieur : 7-3)     | 13-5 (Domicile : 7-2; Extérieur : 7-3)     | 13-5 (Domicile : 7-2; Extérieur : 7-3)     | 13-5 (Domicile : 7-2; Extérieur : 7-3)     |
| Conférence          | 21-9 (Domicile : 13-2; Extérieur : 8-7)    | 21-9 (Domicile : 13-2; Extérieur : 8-7)    | Conférence                                 | 36-16 (Domicile : 20-6; Extérieur : 16-10) | 36-16 (Domicile : 20-6; Extérieur : 16-10) | 36-16 (Domicile : 20-6; Extérieur : 16-10) | 36-16 (Domicile : 20-6; Extérieur : 16-10) |
| Total               | 57-25 (Domicile : 33-8; Extérieur : 24-17) | 57-25 (Domicile : 33-8; Extérieur : 24-17) | 57-25 (Domicile : 33-8; Extérieur : 24-17) | 57-25 (Domicile : 33-8; Extérieur : 24-17) | 57-25 (Domicile : 33-8; Extérieur : 24-17) | 57-25 (Domicile : 33-8; Extérieur : 24-17) | 57-25 (Domicile : 33-8; Extérieur : 24-17) |

## Classements

### Saison régulière
| Conférence Ouest | Conférence Ouest                    | Conférence Ouest | Conférence Ouest | Conférence Ouest | Conférence Ouest | Conférence Ouest | Conférence Ouest |
| No               | Franchise                           | Vic.             | Def.             | MJ               | V/D              | GB               |                  |
| ---------------- | ----------------------------------- | ---------------- | ---------------- | ---------------- | ---------------- | ---------------- | ---------------- |
| 1                | c - Thunder d'Oklahoma City         | 57               | 25               | 82               | .695             | -                |                  |
| 2                | x - Nuggets de Denver               | 57               | 25               | 82               | .695             | -                |                  |
| 3                | x - Timberwolves du Minnesota       | 56               | 26               | 82               | .683             | 1                |                  |
| 4                | y - Clippers de Los Angeles         | 51               | 31               | 82               | .622             | 6                |                  |
| 5                | y - Mavericks de Dallas             | 50               | 32               | 82               | .610             | 7                |                  |
| 6                | x - Suns de Phoenix                 | 49               | 33               | 82               | .598             | 8                |                  |
|                  |                                     |                  |                  |                  |                  |                  |                  |
| 7                | x - Pelicans de La Nouvelle-Orléans | 49               | 33               | 82               | .598             | 8                |                  |
| 8                | x - Lakers de Los Angeles           | 47               | 35               | 82               | .573             | 10               |                  |
| 9                | pi - Kings de Sacramento            | 46               | 36               | 82               | .561             | 11               |                  |
| 10               | pi - Warriors de Golden State       | 46               | 36               | 82               | .561             | 11               |                  |
|                  |                                     |                  |                  |                  |                  |                  |                  |
| 11               | o - Rockets de Houston              | 41               | 41               | 82               | .500             | 16               |                  |
| 12               | o - Jazz de l'Utah                  | 31               | 51               | 82               | .378             | 26               |                  |
| 13               | o - Grizzlies de Memphis            | 27               | 55               | 82               | .329             | 30               |                  |
| 14               | o - Spurs de San Antonio            | 22               | 60               | 82               | .268             | 35               |                  |
| 15               | o - Trail Blazers de Portland       | 21               | 61               | 82               | .256             | 36               |                  |

| Division Nord-Ouest           | V  | D  | MJ | V/D  | GB | Dom   | Ext   | Div  |
| ----------------------------- | -- | -- | -- | ---- | -- | ----- | ----- | ---- |
| c - Thunder d'Oklahoma City   | 57 | 25 | 82 | .695 | -  | 33-8  | 24-17 | 12-4 |
| x - Nuggets de Denver         | 57 | 25 | 82 | .695 | -  | 33-8  | 24-17 | 10-6 |
| x - Timberwolves du Minnesota | 56 | 26 | 82 | .683 | 1  | 30-11 | 26-15 | 12-4 |
| o - Jazz de l'Utah            | 31 | 51 | 82 | .378 | 26 | 21-20 | 10-31 | 5-11 |
| o - Trail Blazers de Portland | 21 | 61 | 82 | .256 | 36 | 11-30 | 10-31 | 1-15 |

### NBA In-Season Tournament
| Rang | Équipe                    | Pts | J | G | P | Pp  | Pc  | Diff |
| ---- | ------------------------- | --- | - | - | - | --- | --- | ---- |
| 1    | Kings de Sacramento       | 8   | 4 | 4 | 0 | 482 | 452 | 30   |
| 2    | Timberwolves du Minnesota | 7   | 4 | 3 | 1 | 438 | 438 | 0    |
| 3    | Warriors de Golden State  | 6   | 4 | 2 | 2 | 483 | 479 | 4    |
| 4    | Thunder d'Oklahoma City   | 5   | 4 | 1 | 3 | 463 | 439 | 24   |
| 5    | Spurs de San Antonio      | 4   | 4 | 0 | 4 | 429 | 487 | -58  |